# مالوم (ألبوم)
مالوم (بالإنجليزية: Maloum)‏ هو الألبوم السادس للمغنية اللبنانية نوال الزغبي، أصدر عام 1999، وأنتج من قبل شركة ريلاكس-إنترناشونال. تم إصداره بعد سنة واحدة من ألبوم المغنية السابق ماندم عليك.